# Phyllodonta inexcisa
Phyllodonta inexcisa là một loài bướm đêm trong họ Geometridae.